# Flinsbach (Helmstadt-Bargen)

Wappen von Flinsbach

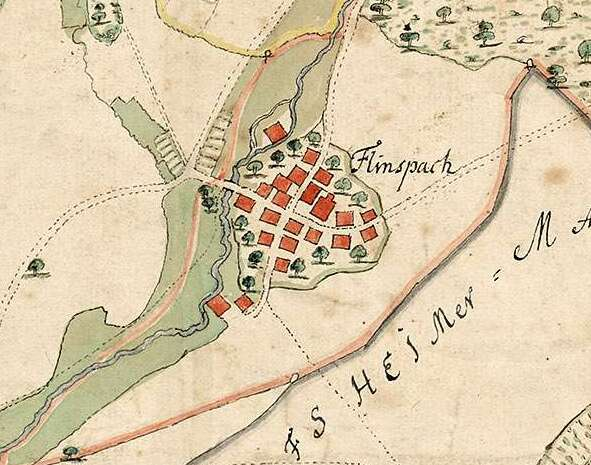
Flinsbach auf einer Karte von 1748

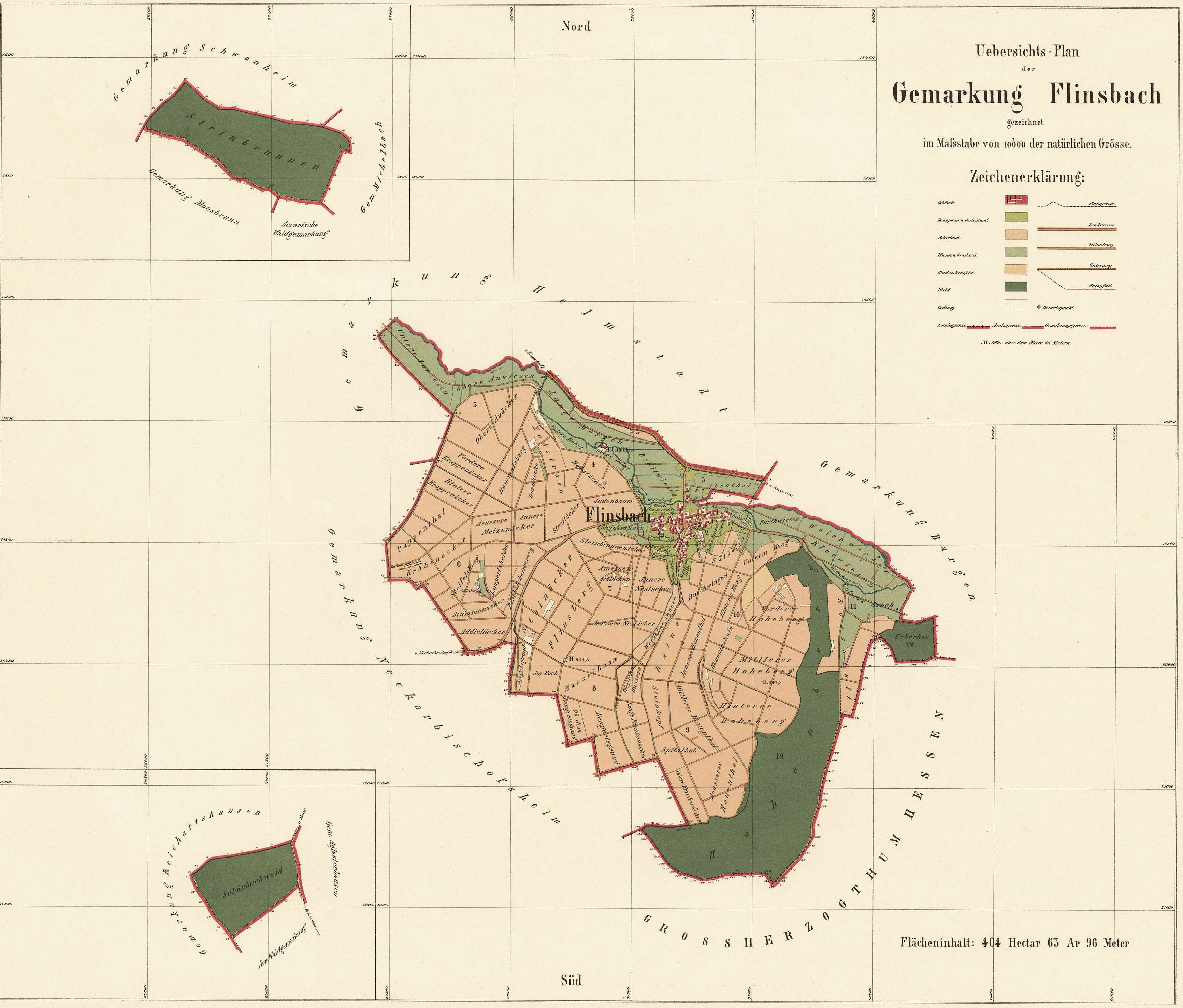
Gemarkung Flinsbach, Stand 1883

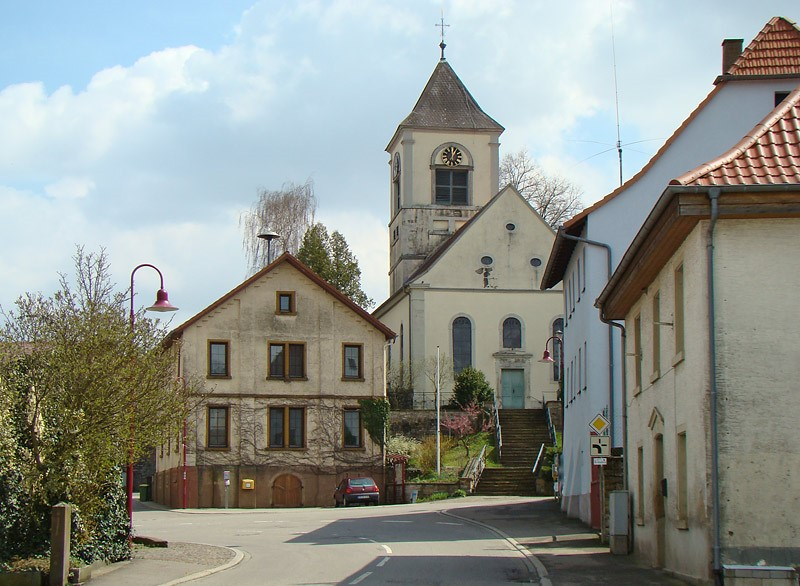
Evangelische Kirche von Flinsbach

Flinsbach ist eine Ortschaft im Nordwesten von Baden-Württemberg. Es bildet heute einen Teil der Gemeinde Helmstadt-Bargen im Rhein-Neckar-Kreis.

## Geographie
Flinsbach liegt in einer flachwelligen Landschaft im nordöstlichen Kraichgau. Durch den Ort fließt der Wollenbach.
Benachbarte Gemeinden (auch ehemalige) sind, beginnend im Südwesten und dann im Uhrzeigersinne, Neckarbischofsheim, Helmstadt, Bargen, Bad Wimpfen, Breitenbronn, Neunkirchen, Guttenbach, die Waldgemarkung Zwingenberg und Neckargerach.
Hinzu kommt ein kleinerer Wald, der eine Exklave bildet. Steinbrunnen grenzt an Moosbrunn, Schwanheim, Michelbach und eine aerische Waldgemarkung.

## Geschichte
Flinsbach bildet einen Ausbauort des späten Frühmittelalters. Um 1365 wurde es urkundlich erstmals erwähnt als Flinspach, der Name bezieht auf das altdeutsche Wort Flins für Kiesel.
Flinsbach zählte zur Stüber Zent. Nachdem sie mehrfach verpfändet worden war, kam sie 1380 zur Kurpfalz. Mit deren Auflösung 1803 fiel der Ort an Baden.
Die Grundherrschaft entstand als Lehen der Grafen von Hohenberg, später wurde es Allod regionaler Adelsfamilien. Beteiligt waren die von Berlichingen, von Helmstatt, von Brusselle und Überbrück von Rodenstein.

## Verwaltungszugehörigkeit
In Baden kam der Ort zunächst zum Amt Neckarschwarzach, 1807 zum Oberamt Waibstadt und 1811 zum Bezirksamt Neckarbischofsheim. Da dieses 1864 aufgelöst wurde, wechselte Flinsbach zum Bezirksamt Sinsheim, aus dem 1939 der gleichnamige Landkreis wurde.

## Gemeinde
Flinsbach hatte früher eine eigenständige Gemeinde gebildet. Zum Jahresanfang 1970 wurde es nach Helmstadt eingemeindet.

## Verkehr
Am Nordrand von Flinsbach verläuft die Landesstraße 530, die Helmstadt-Bargen im Westen mit Bad Wimpfen im Osten verbindet. Von ihr zweigt die Kreisstraße 4185 ab, die durch den Ort nach Neckarbischofsheim im Südwesten führt.

## Religiöses
In Flinsbach steht die Evangelische Kirche unter Denkmalschutz.